# 송종진
송종진(1927년 ~ 1993년 12월 6일)은 제11대 광주고등검찰청 검사장을 역임한 법조인이다.

## 생애
[[단국대학교] 법학과를 졸업하고 제3회 조선변호사시험에서 합격하였다.
부산지방검찰청에서 검사로 있던 1960년 6월 2일에 폭행 및 특수협박으로 징역10월을 선고받고 불복하여 항소했으나 기각한 조창섭 부장판사를 구타한 피고인을 법정 모욕과 공무집행방해로 기소했다. 1960년 10월 27일에 창녕 난동 사건으로 입건되었다가 무혐의 불기소처분된 박기쟁 의원에 대한 민의원 선거법 위반 피의사건에 대해 "공판에서 무죄가 나는 한이 있더라도 기소할 것을 강력히 주장했었고 증거가 불충분하면 공판 진행 도중에라도 보강 증거물을 제시하자"고 했으나 "부산지방검찰청 장병철 검사장과 나길조 차장검사가 '무죄가 날 것을 예상하면서 공소할 필요까지는 없다'고 하면서 불기소처분했다."고 밝혔다.

1993년 12월 6일 서울시 마포구 서교동 자택에서 숙환으로 사망했다. 부인 서옥진과 사이에 판사 출신의 송재원과 딸 2명이 있다.

## 경력
- 1973년 4월 6일 ~ 1974년 8월 31일 제19대 청주지방검찰청 검사장
- 1975년 10월 1일 ~ 1976년 2월 28일 제18대 광주지방검찰청 검사장
- 1976년 3월 1일 ~ 1977년 2월 16일 제18대 부산지방검찰청 검사장
- 1979년 2월 19일 ~ 1980년 6월 8일 제11대 광주고등검찰청 검사장
- 1980년 6월 9일 ~ 1981년 4월 27일 제5대 법무연수원장